# Irregularina
Irregularina es un género de foraminífero bentónico de la subfamilia Irregularininae, de la familia Parathuramminidae, de la superfamilia Parathuramminoidea, del suborden Fusulinina y del orden Fusulinida. Su especie tipo es Irregularina karlensis. Su rango cronoestratigráfico abarca desde el Givetiense (Devónico medio) hasta el Tournaisiense (Carbonífero inferior).

## Discusión
Algunas clasificaciones más recientes incluyen Irregularina en el suborden Parathuramminina, del orden Parathuramminida, de la subclase Afusulinina y de la clase Fusulinata.

## Clasificación
Irregularina incluye a las siguientes especies:
- Irregularina angulata †
- Irregularina granda †
- Irregularina quadrata †
- Irregularina karlensis †

Otra especie considerada en Irregularina es:
- Irregularina rugosa †, de posición genérica incierta